# Karlsfeld
Karlsfeld è un comune tedesco di 18 149 abitanti, situato nel land della Baviera.

## Monumenti e luoghi d'interesse
- Dachauer Moos, un'area naturale anticamente paludosa che tocca anche il territorio di Dachau e altri comuni vicini.

## Gemellaggio
Karlsfeld è gemellata con:
- Muro Lucano, dal 5 marzo 2011